# وكالة الاستخبارات الوطنية (نيجيريا)
وكالة الاستخبارات الوطنية (NIA) هي قسم حكومي نيجيري مكلف بالإشراف على عمليات الاستخبارات الأجنبية ومكافحة التجسس.

## التاريخ
تنفيذًا لأحد الوعود التي قطعها في خطابه الوطني الأول كرئيس، أصدر إبراهيم بابنجيدا في يونيو 1986 المرسوم رقم 19، الذي يقضي بحل منظمة الأمن الوطني وإعادة هيكلة أجهزة الأمن النيجيرية إلى ثلاث كيانات منفصلة تحت إشراف مكتب منسق الأمن الوطني.